# Tönniesberg (Hannover)
Der Tönniesberg in Hannover ist ein in den hannoverschen Stadtteilen Bornum und Ricklingen gelegener Berg, der sich an seinem höchsten Punkt 77 Meter über Normalnull erhebt. Der Höhenzug findet sich zwischen dem Güterbahnhof Fischerhof, dem Lindener Berg und dem Mühlenberg.

## Geschichte

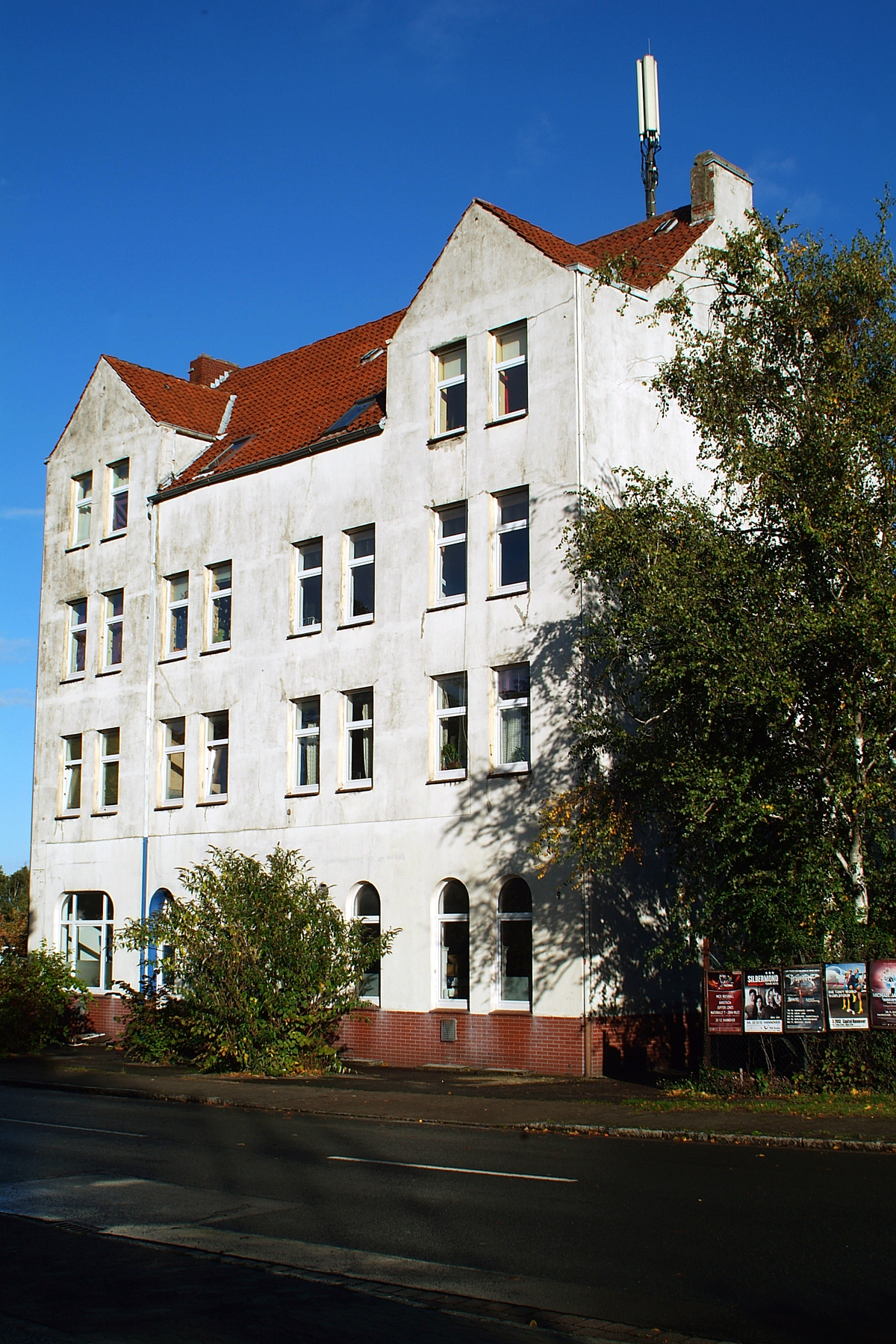
Alleinstehendes Mehrfamilienhaus mit ehemaligen Geschäftsräumen Am Tönniesberg 9 aus der Zeit um 1900. 2025 ausgebrannt.

Der Name leitete sich „wohl von einer dem Heiligen Antonius gewidmeten Kapelle“ ab. Noch am Ende des 18. Jahrhunderts wurde die Erhebung als Tönjes Berg bezeichnet.
Obwohl in den 1920er Jahren eine große Konjunktur für den hannoverschen Wohnungsbau vorherrschte, kam es insbesondere in den „Krisenjahren“ der Weimarer Republik zu einem massiven Anstieg der Obdachlosen. Ihre Wohnungsnot war ausgelöst worden durch die ab dem Ersten Weltkrieg einsetzende Deutsche Hyperinflation; anschließend durch die Weltwirtschaftskrise von 1929, wodurch auch in Hannover Zehntausende Menschen arbeitslos geworden waren. Viele verarmte Familien konnten ihre Wohnungsmieten nicht mehr bezahlen und wurden von den Vermietern zwangsgeräumt. Daher wurden am Tönniesberg – ähnlich wie am Welfenplatz – Notunterkünfte für Hunderte von Familien eingerichtet. Die primitiven Behausungen der Tönniesbergsiedlung bestanden vor allem aus ausrangierten Eisenbahnwaggons, in denen zeitweilig bis zu 600 Menschen hausten. Jedem „Bewohner“ standen höchstens 4 Quadratmeter überdachte Wohnfläche zu. Die Familien litten zusätzlich unter Zugluft, Feuchtigkeit und Schimmelpilz, und noch im Jahr 1933, zu Beginn der Zeit des Nationalsozialismus, wohnten in der Tönniesbergsiedlung „144 Familien mit 263 Kindern in 50 Eisenbahnwaggons“.
Die über den Tönniesberg führende Straße „Am Tönniesberg“ markiert die Grenze der Stadtteile Bornum und Ricklingen. Bis zum Bau der Schnellwege war die Straße Teil der Hamelner Chaussee.
Nach dem Zweiten Weltkrieg wurde aufgrund der verkehrsgünstigen Lage zum Güterbahnhof und Schnellwege, wie dem Westschnellweg, am Tönniesberg der neue Großmarkt Hannover errichtet.